# Thai Son Nam FC
Il Thai Son Nam è una squadra vietnamita di calcio a 5, fondata nel 2003 con sede a Ho Chi Minh.

## Palmarès
- Campionato vietnamita: 7

2008, 2009, 2012, 2013, 2014, 2016, 2017
- Coppa del Vietnam: 2

2016, 2017